# Gare de La Couronne-Carro
Gare de La Couronne-Carro vasútállomás Franciaországban, Martigues településen.

## Vasútvonalak
Az állomást az alábbi vasútvonalak érintik:
- Ligne de la Côte Bleue

## Kapcsolódó állomások
A vasútállomáshoz az alábbi állomások vannak a legközelebb:
- Gare de Martigues (Ligne de la Côte Bleue)
- Gare de Sausset-les-Pins (Ligne de la Côte Bleue)